# Hemicordulia
Hemicordulia é um género de libelinha da família Corduliidae.
Este género contém as seguintes espécies:
- Hemicordulia africana
- Hemicordulia apoensis
- Hemicordulia asiatica
- Hemicordulia assimilis
- Hemicordulia atrovirens
- Hemicordulia australiae
- Hemicordulia chrysochlora
- Hemicordulia continentalis
- Hemicordulia cupricolor
- Hemicordulia cyclopica
- Hemicordulia eduardi
- Hemicordulia ericetorum
- Hemicordulia erico
- Hemicordulia fideles
- Hemicordulia flava
- Hemicordulia gracillima
- Hemicordulia haluco
- Hemicordulia hilaris
- Hemicordulia hilbrandi
- Hemicordulia intermedia
- Hemicordulia kalliste
- Hemicordulia koomia
- Hemicordulia lulico
- Hemicordulia mindana
- Hemicordulia mumfordi
- Hemicordulia novaehollandiae
- Hemicordulia oceanica
- Hemicordulia ogasawarensis
- Hemicordulia okinawensis
- Hemicordulia olympica
- Hemicordulia pacifica
- Hemicordulia silvarum
- Hemicordulia similis
- Hemicordulia superba
- Hemicordulia tau
- Hemicordulia tenera
- Hemicordulia toxopei
- Hemicordulia virens